# Budaörsi-hegy
Budaörsi-hegy är en kulle i Ungern.   Den ligger i provinsen Pest, i den centrala delen av landet, i huvudstaden Budapest. Toppen på Budaörsi-hegy är 440 meter över havet. Budaörsi-hegy ingår i Budai-hegység.
Terrängen runt Budaörsi-hegy är kuperad åt nordost, men åt sydväst är den platt. Runt Budaörsi-hegy är det mycket tätbefolkat, med 3 022 invånare per kvadratkilometer. Närmaste större samhälle är Budapest, 6,7 km öster om Budaörsi-hegy. Runt Budaörsi-hegy är det i huvudsak tätbebyggt.

## Galleri

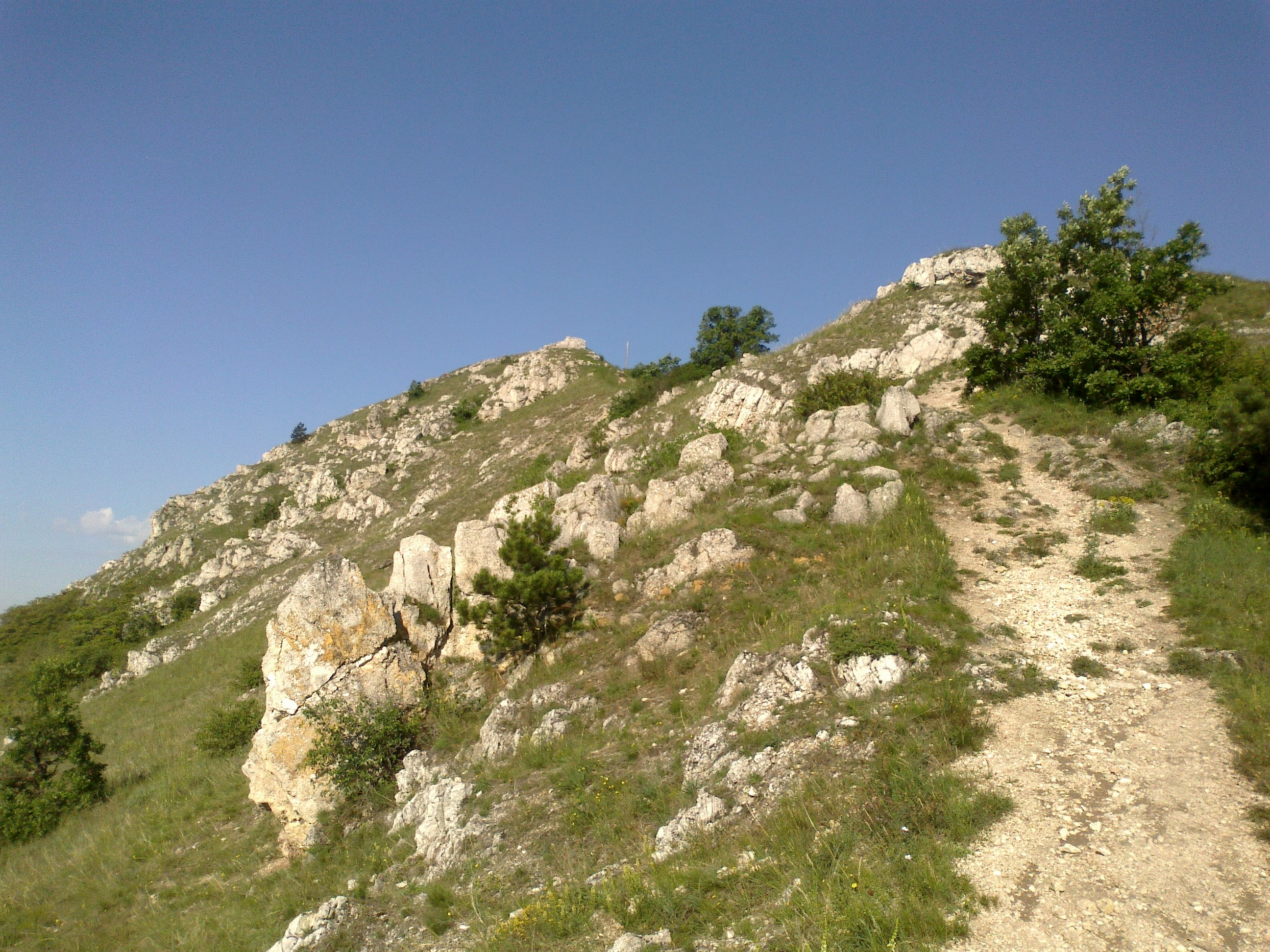
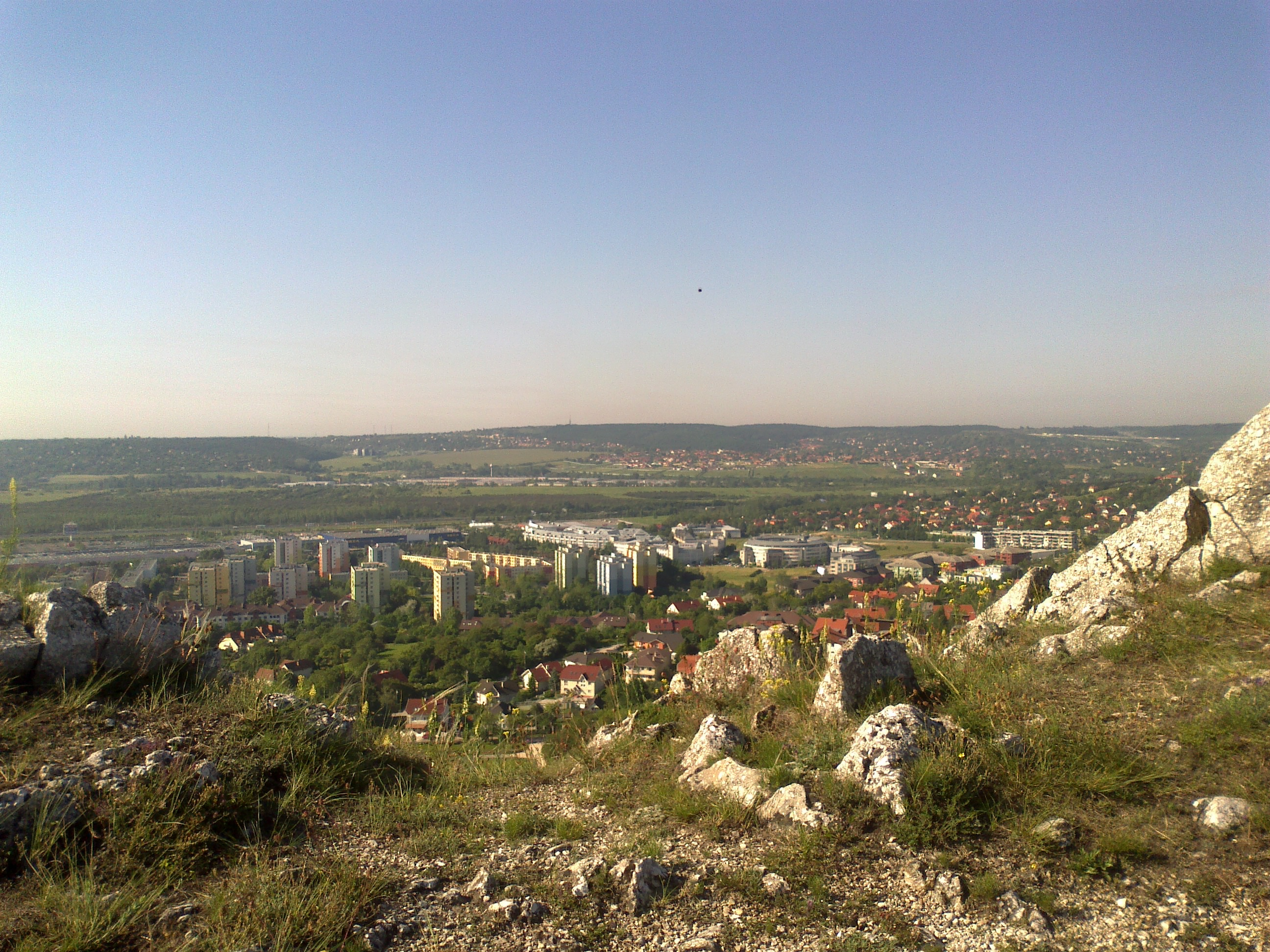
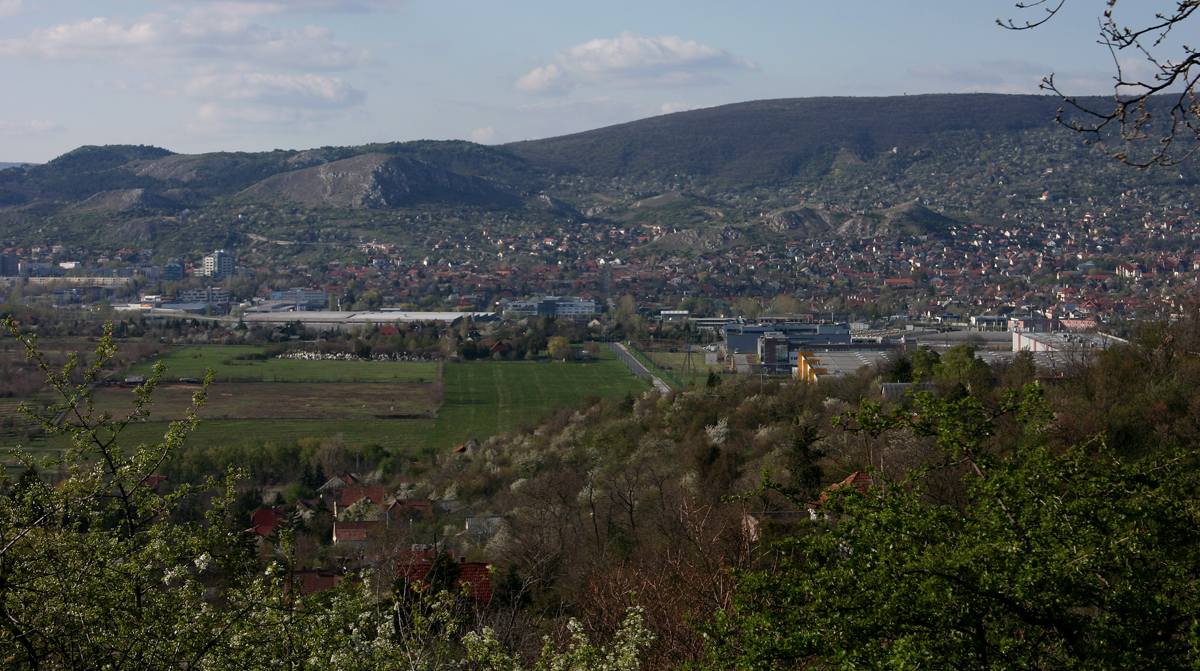
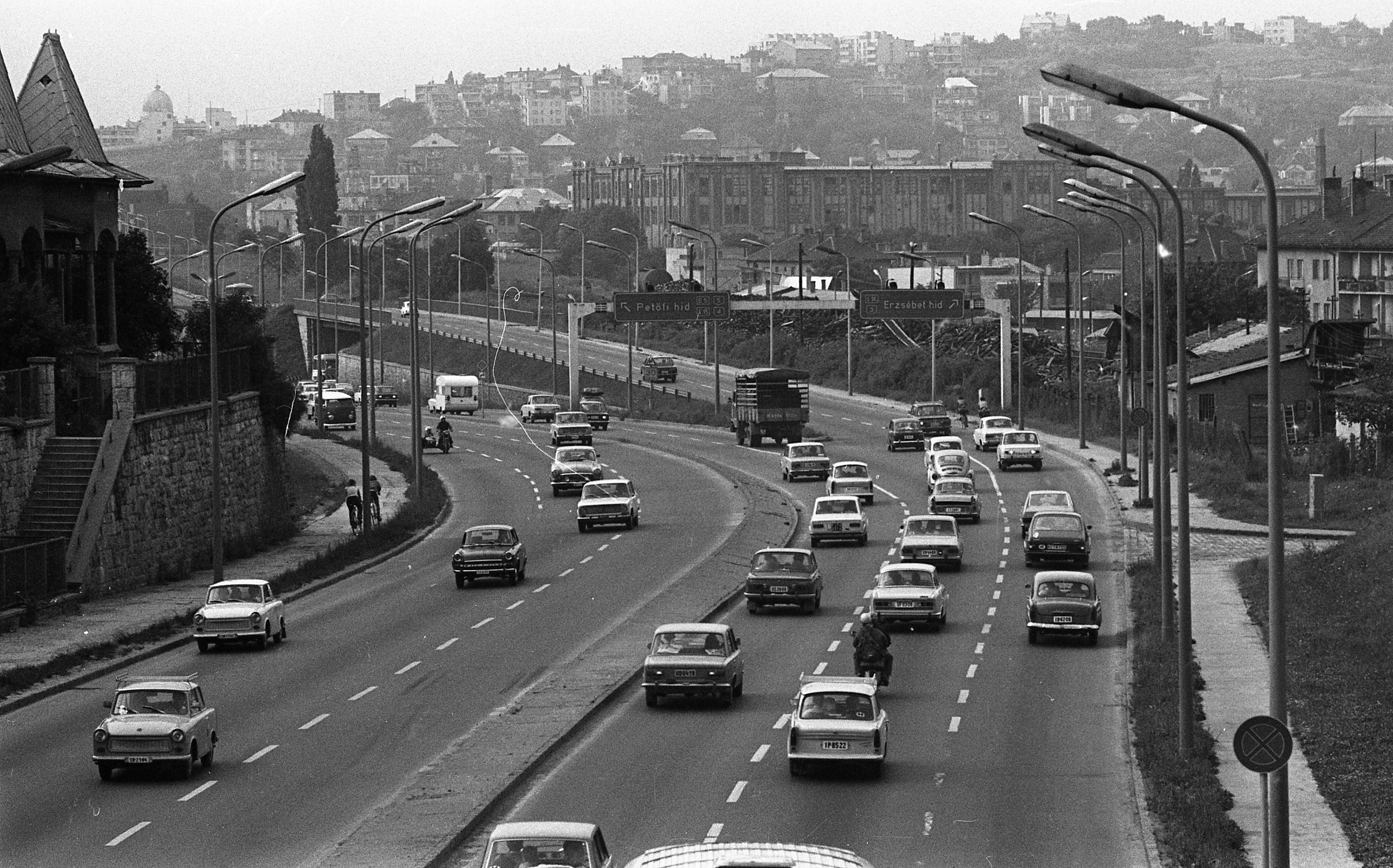